# 활주로 (밴드)
활주로는 대한민국의 록 밴드였다. 배철수가 이끄는 한국항공대학교 출신의 밴드로, 결성 당시 이름은 런웨이(Runway)였다. 1978년 8월 연포 해변에서  열린 제1회 동양방송 해변 가요제에서 '세상 모르고 살았노라'로 인기상을 수상하여 유명해졌다. 같은해 10월 제2회 문화방송 대학가요제에서 '탈춤'으로 은상을 받아 인기를 얻었고, 결국 지구레코드와 계약을 하고 음반을 낸다. 
1979년에 김종태와 박홍일은 학업에 전념하려 하였고, 배철수는 음악 작업을 이어나가기로 하고 송골매를 결성한다.